# I ragazzi della via Paal (film 1969)
I ragazzi di via Pál (A Pál utcai fiuk) è un film diretto da Zoltán Fábri.
Tratto dall'omonimo romanzo di Ferenc Molnár, è meno lacrimoso di quello del 1934 di Frank Borzage, e più attendibile in termini realistici nella ricostruzione della vecchia Budapest (con qualche spunto di critica sociale). Ebbe una nomination per l'Oscar del 1969 come miglior film straniero.

## Trama
Budapest. All'inizio del XX secolo. La storia ruota attorno a due bande giovanili rivali. Da una parte ci sono gli studenti della via Pál, dall'altra ci sono le cosiddette Camicie Rosse, guidate dall'aggressivo, brutale e intimidatorio Feri Áts. Dopo che due membri delle Camicie Rosse commettono violenza contro il giovane Ernő Nemecsek, i membri della Banda della via Pál, sotto la guida di Janós Boka, decidono che è tempo di porre fine alle provocazioni delle Camicie Rosse una volta per tutte e di risolvere la questione di chi controlla il cantiere della via Pál in una "battaglia finale". Le Camicie Rosse sono determinate a togliere il parco giochi, noto come "Grund", ai ragazzi della via Pál e non sono timide nella scelta delle armi. Vengono impiegati anche il tradimento (in particolare da parte di Geréb) e lo spionaggio reciproco.
Ora tocca al piccolo Nemecsek, che spesso non viene preso sul serio né dalla sua gente né dai teppisti avversari, dimostrare il suo coraggio e la sua lealtà ai suoi compagni. Recupera la bandiera della sua banda giovanile, che era stata catturata dalle Camicie Rosse, e all'improvviso diventa l'eroe. La battaglia finale si svolge con tutti i mezzi sul "Grund", compresi combattimenti da "uomo" a "uomo". Sebbene i ragazzi di Janós della via Pál vincano la decisione, il piccolo Nemecsek, che è "sommerso" nello stagno adiacente, prende la polmonite e alla fine muore tra le braccia della madre. Entrambe le parti rendono omaggio al coraggioso Ernő. Nell'amara consapevolezza che la lotta per il "Grund" è stata completamente vana perché il pezzo di terra non edificato deve ricevere un nuovo scopo dalla città e non servirà mai più come parco giochi per nessuno dei bambini, tutti ne sono profondamente colpiti.

## Riconoscimenti
- 1969 - Premio Oscar
  - Candidatura all'Oscar al miglior film straniero